# Побег из Алькатраса
«Побег из Алькатраса» (англ. Escape From Alcatraz) — кинофильм режиссёра Дона Сигела, снятый в 1979 году. Сценарий основан на изданной в 1963 году книге Дж. Кэмпбелла Брюса «Побег из Алькатраса».
Фильм получил положительные отзывы как кинокритиков, так и зрителей. Ярко была отмечена игра Клинта Иствуда, для которого эта роль была своеобразной в его карьере. Хорошие отзывы получила и режиссура Дона Сигела. Некоторые даже отмечали, что это его лучший фильм за всю карьеру.
При бюджете в 8 миллионов долларов, фильм собрал во всём мире более 43 миллионов долларов, окупив бюджет более чем в 5 раз.

## Сюжет
В тюрьму-остров строгого режима Алькатрас переводят рецидивиста Фрэнка Морриса. До этого он сбегал из нескольких других тюрем. Заметив, что у новичка по анкете высокий IQ, в первый же день его вызывает начальник тюрьмы и предупреждает о том, что из его заведения сбежать невозможно. Вскоре после перевода у Морриса начинаются проблемы с преступником Вулфом, который хотел сделать Фрэнка своей «любовницей». Сначала Вулф попытался завербовать Морриса в душевой, но Моррис успешно отбивается от Вулфа. Затем во время прогулки Вулф попытался убить Морриса, но друг Фрэнка, художник-заключённый Док, успевает предупредить его об опасности. За драку с Вулфом Фрэнк попадает в карцер и после несправедливо сурового наказания укрепляется в намерении сбежать.
Обнаружив, что стена в камере возле умывальника не совсем надёжна, Фрэнк решает выдолбить проход в вентиляционную шахту и затем выбраться на крышу тюрьмы. Оттуда по его расчётам можно попасть за стены Алькатраса. Фрэнк договаривается с братьями Энглин и Чарли Баттсом о побеге. Энглины организуют самодельный надувной плот, сделанный из непромокаемых накидок, склеенных резиновым клеем. Охрану обманывают, создав манекены, имитирующие спящих на своей койке беглецов. Когда наступила ночь и пришло время бежать, Баттс не решается на побег и остаётся в тюрьме. Моррис и Энглины сбегают из тюрьмы. На следующее утро начальник тюрьмы в бешенстве пытается найти следы беглецов, но безрезультатно. Финал фильма говорит о том, что и по сей день неизвестно, удалось ли беглецам добраться до берега, поскольку их никто не видел: ни живыми, ни мёртвыми.

## В ролях
- Клинт Иствуд — Фрэнк Моррис
- Патрик Макгуэн — начальник тюрьмы
- Робертс Блоссом — Док
- Джек Тибо — Кларенс Энглин
- Фред Уорд — Джон Энглин
- Пол Бенджамин — Инглиш
- Ларри Хэнкин — Чарли Баттс
- Брюс Фишер — Вулф
- Фрэнк Ронцио — Латмус